# Congoberg

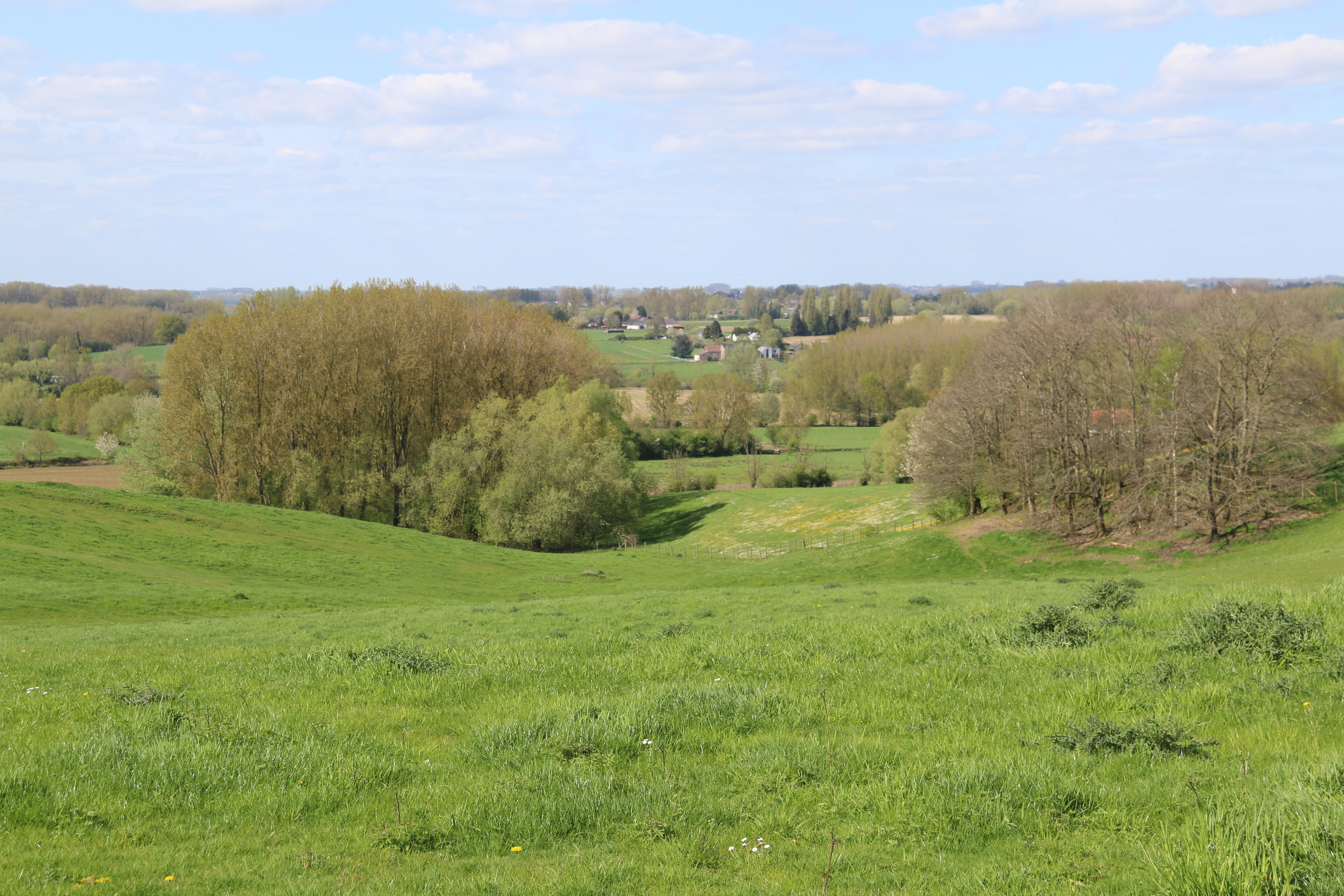
Landschap aan de Congoberg

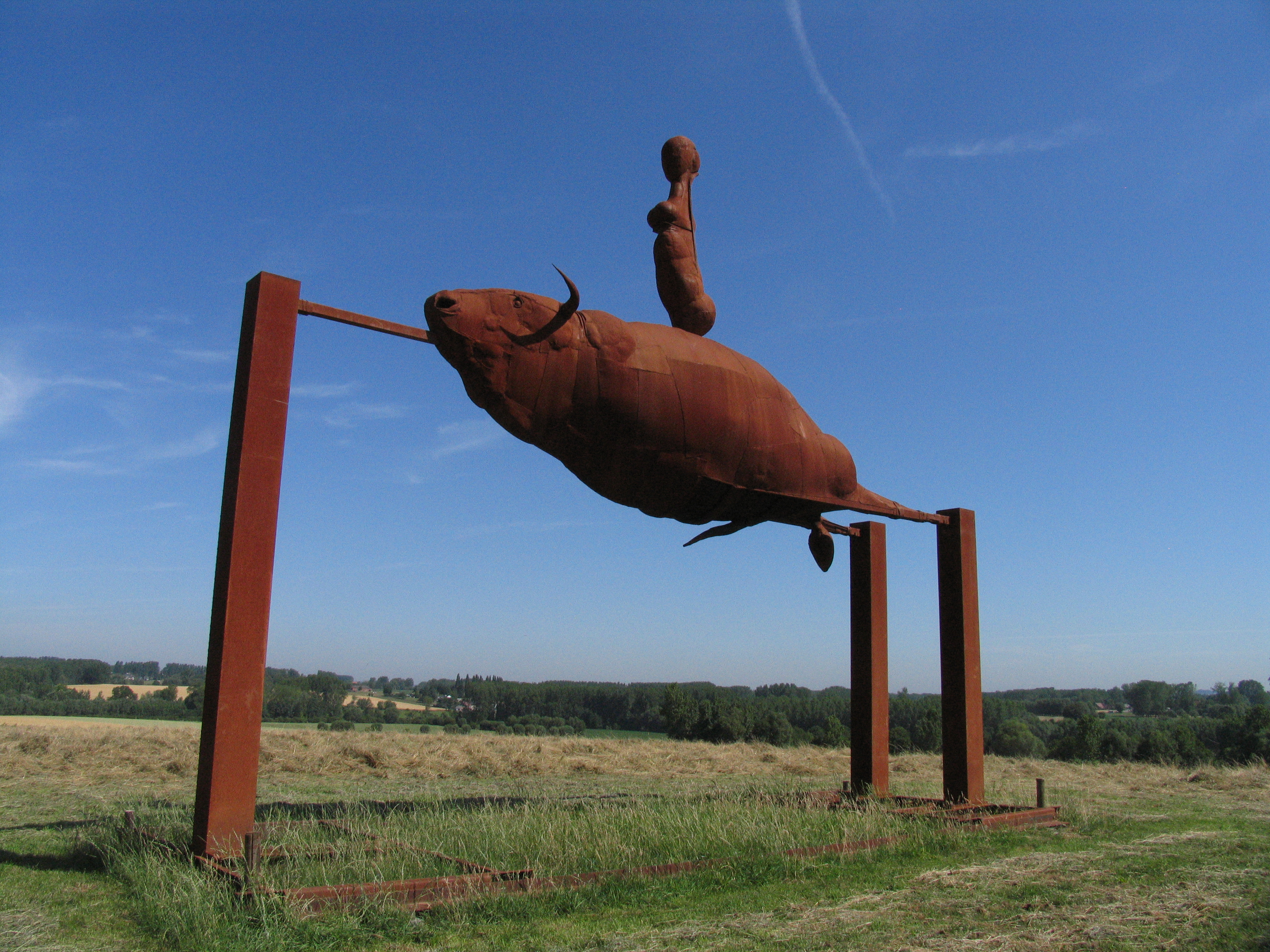
'De Ontvoering van Europa' - Koenraad Tinel

De Congoberg is een heuvel in het Pajottenland in de Belgische provincie Vlaams-Brabant. Ze bevindt zich op het grondgebied van de gemeente Pajottegem. Op de weiden op de Congoberg grazen vaak Belgische trekpaarden. Op de top staat een infobord over het Belgisch trekpaard.
Vlak onder de top van de heuvel bevindt zich het opvallende kunstwerk ‘De ontvoering van Europa’. Het is een werk van de lokale kunstenaar Koenraad Tinel. De Fenicische prinses Europa wordt voorgesteld als een venusfiguur uit de oudheid. Ze staat recht op de rug van een rennende stier die de god Zeus moet voorstellen.
De naam Congoberg verwijst naar plaatselijke mijnwerkers die pendelden naar de Henegouwse koolmijnen en soms ongewassen en nog zwart als oelje (van het Franse houille = steenkool) naar hun gezin terugkeerden. De gemeente Galmaarden heeft een rijk mijnwerkersverleden. 

## Belgisch trekpaard

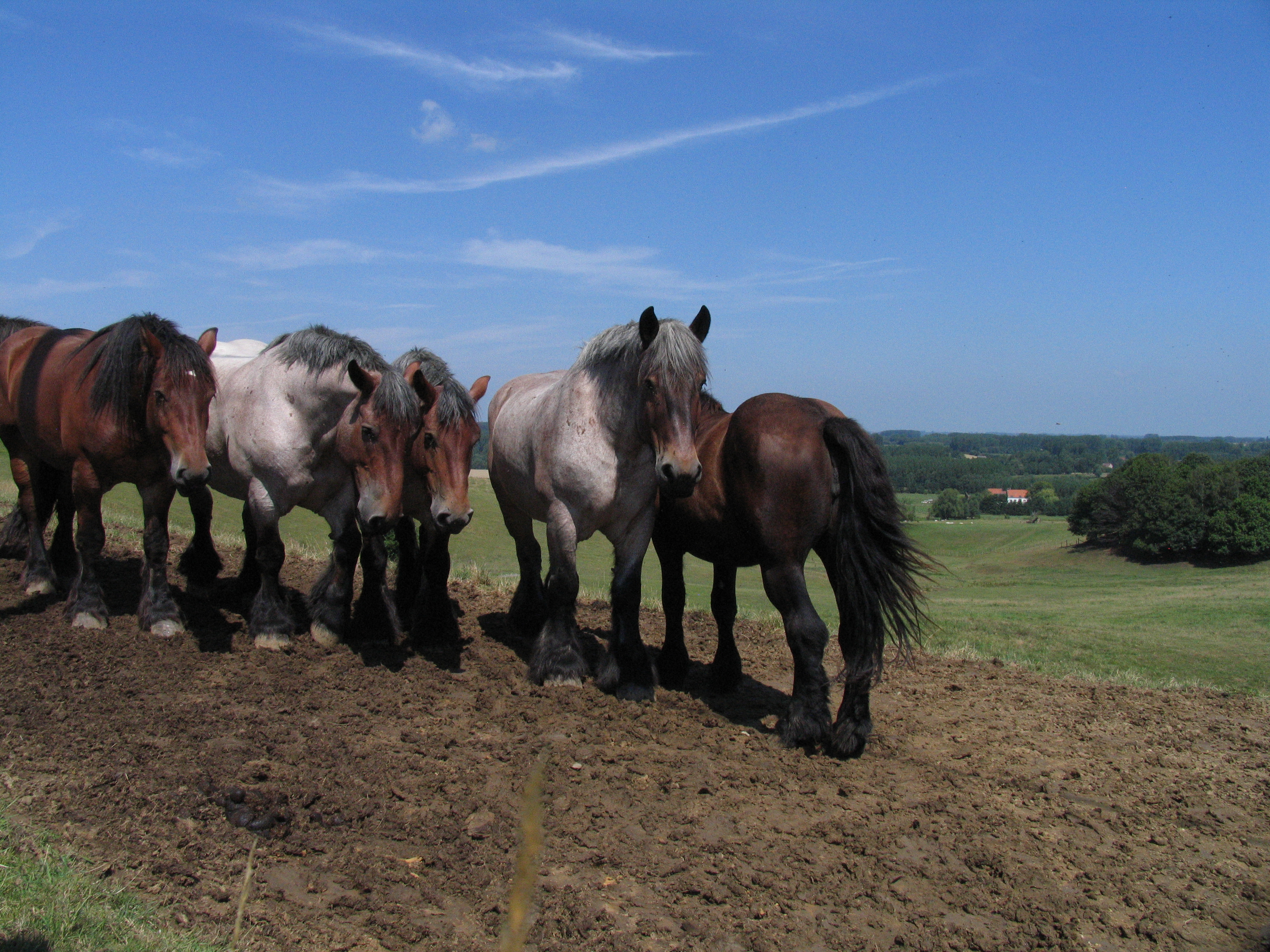
Brabantse trekpaarden op de Congoberg

Vollezele is de bakermat van het Belgisch trekpaard. Doorheen de gemeente kunnen verschillende locaties bezocht of bezichtigd worden die herinneren aan de gloriejaren waarin Vollezele internationaal bekend stond voor zijn Brabantse trekpaarden. Zo is er onder andere het Museum van het Belgisch Trekpaard, het Hof te Reepingen, het Haras de Vollezeele en het Hof ter Haegen. 
In de weiden van de Congoberg grazen de Belgische trekpaarden vandaag de dag nog steeds.  

## Wielersport
De Congoberg kan aan twee verschillende zijden beklommen worden.
- De beklimming aan de westzijde, vertrekkend vanop grondgebied Vollezele, is opgenomen in de Cotacol Encyclopedie met de duizend zwaarste beklimmingen van België onder de naam ‘Congoberg’.
- De beklimming aan de noordzijde, vertrekkend vanop grondgebied Denderwindeke, maakte in 2004 deel uit van het parcours van De Gordel voor wielertoeristen. Deze beklimming is uitgevoerd in kasseien.

Op 30 september 2017 vond op de Congoberg de veldritwedstrijd Memorial Walter Wauters plaats. Het was een cross georganiseerd ter nagedachtenis van de journalist die voor het Het Nieuwsblad werkte en in 2016 overleed. Het was een eenmalige veldrit die gereden werd in Vollezele op de Congoberg omdat Walter Wauters ervan afkomstig was. Het was een cyclocross waarover hij fantaseerde en bleek werkelijkheid te worden na zijn onverwachte afscheid.
In 2021 werd de helling vier keer beklommen in de slotrit van de Lotto Belgium Tour en tweemaal in de Brussels Cycling Classic. Ook is ze opgenomen in de GP Oetingen.
Wielrenner Arne Marit woont op de Congoberg en traint er regelmatig.
De helling wordt ook opgenomen in enkele bewegwijzerde recreatieve fietsroutes als de R.EV 1703 Fietsroute, de LF Vlaanderenroute en de LF Heuvelroute.

## Trivia
Op 31 januari 2021 was op de VRT te zien hoe Tom Waes tijdens zijn reis door Vlaanderen in Vlaams-Brabant was, met zanger en kunstenaar Herman Dewit, maakte hij een kunstwerk ter hoogte van de Congoberg. Tom Waes moest noodgedwongen thuisblijven en hij ging voor Reizen Waes dan maar in elke Vlaamse provincie een reportage draaien, op de leukste en mooiste plekjes waaronder de Congoberg in het Pajottenland.